# Jan Malkus
Jan Malkus (13/16. prosince 1874 Paseky – 24. prosince 1951 Písnice[zdroj?]) byl český a československý politik, poslanec Revolučního národního shromáždění Republiky československé za Republikánskou stranu československého venkova (od roku 1922 Republikánská strana zemědělského a malorolnického lidu).

## Biografie
Pocházel z chudší rolnické rodiny (Paseky usedlost čp. 27), která mu byla schopna poskytnout pouze základní vzdělání. Byl synem Matěje Malkuse (1. 5. 1838 - 23. 6. 1922). Navzdory tomu, že byl samouk, vybudoval si velkou míru soběstačnosti i organizačních schopností.[zdroj?] Roku 1899 založil v Pasekách kampeličku a podílel si na založení stejných institucí v okolních vesnicích. Stál v čele rolnického pivovaru v Písku. Byl předsedou dozorčí rady Ústřední jednoty hospodářských družstev v Praze a starostou Zajišťovacího svazu.

Roku 1902 se oženil s Annou rozenou Souhradovou, pocházející z nedalekého Žďáru. Z manželství vzešli synové Jan a Jiří a dcery Anna a Jaroslava.[zdroj?]
Ve volbách roku 1908 byl zvolen na Český zemský sněm. Zastupoval kurii venkovských obcí, obvod Písek, Vodňany. Byl kandidátem České agrární strany a zřetelně porazil jak Václava Trubla ze Strany katolického lidu, tak sociálního demokrata Josefa Káru.
Od roku 1918 byl poslancem Revolučního národního shromáždění. Na mandát rezignoval na 93. schůzi v prosinci 1919. Byl profesí rolníkem.
Roku 1923 prodal v Pasekách všechna pole, o rok později i dům a odstěhoval se i s rodinou do Písnice. Mezi červencem a listopadem roku 1927 zastával v Písnici úřad starosty.[zdroj?]
Za první republiky dlouhodobě zasedal v Ústřední jednotě hospodářských družstev. Na členství v její dozorčí radě rezignoval pro stáří v roce 1937.